# حلقة سنغ (ألاداغ)
حلقة سنغ (بالفارسية: حلقه سنگ) هي قرية تقع في إيران في قسم ألاداغ الريفي. يقدر عدد سكانها بـ 748 نسمة .